# أوجين كريكوي
أوجين كريكوي (بالفرنسية: Eugène Criqui) مواليد 15 أغسطس 1893 في باريس - الوفاة 7 يوليو 1977 في نوازي لو غران، فرنسا، كان ملاكم محترف فرنسي صنّف ضمن فئة وزن الريشة بدأ مسيرته الاحترافية سنة 1910. دخل قاعة مشاهير الملاكمة الدولية.

## إحصائيات
خاض خلال مسيرته 130 نزالا، فاز في 98 وتعادل في 14 وخسر في 17. فاز بالضربة القاضية في 53 نزالا.

## روابط خارجية
- أوجين كريكوي على موقع بوكس ريك (الإنجليزية) (registration required)